# Dixi Sisu
Dixi Sisu, född 11 mars 2013 i Norge, är en norsk varmblodig travhäst. Hon tränades i Sverige av Per Nordström som också körde henne i lopp.
Dixi Sisu tävlade åren 2015–2018 och tillhörde under denna period kulltoppen. Hon gjorde totalt 23 starter vilket resulterade i 10 segrar, 5 andraplatser och 1 tredjeplats. Hon sprang in 1,5 miljoner kronor. Hon tog karriärens största segrar i Svampen Örebro (2015) och Norsk Uppfödningslöpning (2015). Hon kom även på andraplats i Hans Petter Tholfsens Minneslopp (2016). Efter tävlingskarriären har hon varit avelssto.